# Israel Meir Lau

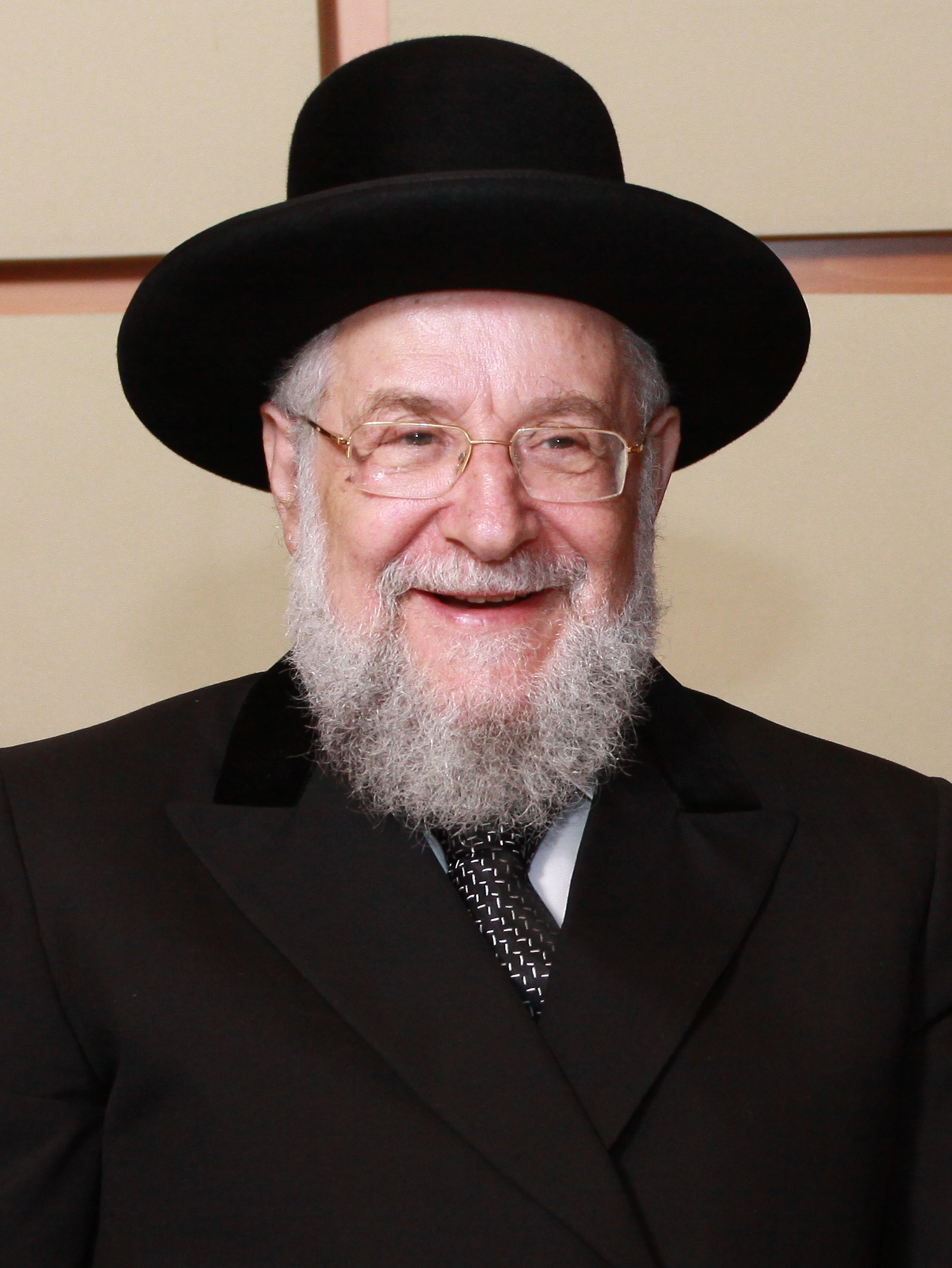
Oberrabbiner Israel Meir Lau (2009)

Israel Meir Lau (hebräisch ישראל מאיר לאו; * 1. Juni 1937 in Piotrków Trybunalski, Polen) ist der gegenwärtige Oberrabbiner der Stadt Tel Aviv in Israel. Von 1993 bis 2003 war er aschkenasischer Oberrabbiner des Staates Israel.

## Leben
Israel Meir Laus Vater Moshe Chaim Lau (1892–1942) war Rabbiner von Piotrków; er wurde in Treblinka ermordet. Als Sechsjähriger wurde Meir Lau von seiner Mutter Chaya Lau, geborene Fraenkel-Teomim (1900–1945) auf traumatische Weise getrennt und in das KZ Buchenwald verschleppt. Er und sein Bruder Naphtali (1927–2014) überlebten als einzige ihrer Familie die Schoa. Beide emigrierten 1945 nach Palästina.
Nach dem Talmudstudium in Jerusalem an der Jeschiwa Kol Torah, in Zichron Jaʿakov und Bnei Berak wurde Meir Lau 1971 zum Rabbiner ordiniert und wirkte in Tel Aviv und Netanja. Von 1988 bis 1993 war er Oberrabbiner und Oberhaupt des Beth Din von Tel Aviv-Jaffa. Anschließend bekleidete er das Amt des aschkenasischen Oberrabbiners von Israel und wurde nach dem Ende seiner Amtszeit 2003 wieder Oberrabbiner von Tel Aviv.
2005 erhielt Lau den Israel-Preis für sein Lebenswerk. Im selben Jahr verlieh ihm die Bar-Ilan-Universität die Ehrendoktorwürde. 2008 wurde er nach dem Tod von Josef Lapid zum neuen Vorsitzenden des Beirats der Gedenkstätte Yad Vashem ernannt.

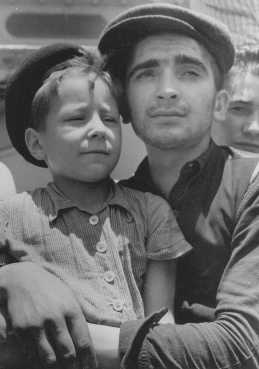
Yisrael Meir Lau im Alter von acht Jahren, in den Armen von Elazar Schiff, einem Mitüberlebenden des Konzentrationslagers Buchenwald bei ihrer Ankunft in Haifa am 15. Juli 1945

Lau ist Autor eines Sachbuches, dessen deutsche Übersetzung „Wie Juden leben“ in mehreren Auflagen erschien.
Lau ist mit der Tochter des Rabbiners Yitzchok Yedidya Frankel verheiratet, Chaya Ita Frankel. Das Paar hat drei Söhne und fünf Töchter. Sein Sohn David Lau amtierte von 2013 bis 2024 als aschkenasischer Oberrabbiner von Israel.

## Werke (Auswahl)
- Wie Juden leben: Glaube – Alltag – Feste. 9. Auflage, Gütersloher Verlagshaus; Gütersloh 2001, ISBN 978-3-579-02155-3
- The Festival of the Giving of the Torah: Explanations, Halachic insights, customs of the festival of Shavuot, Megilath Ruth, Akdomut. Philipp Feldheim, 1997. ISBN 0-87306-827-0
- Do Not Raise a Hand Against the Boy. 2000
- Rav Lau on Pirkei Avos. Mesorah Publications, 2006. ISBN 1-4226-0069-6